# 89 Instrumentos da Banda de Música Lauro Sodré
Os Instrumentos musicais da Banda de Música Lauro Sodré é uma coleção composta por 89 instrumentos musicais pertencentes a banda marcial do colégio Lauro Sodré (antigo Instituto Paraense de Educandos Artífices), situado na cidade brasileira de Belém (estado do Pará). Sendo considerada no seu gênero a mais antiga do estado, que há mais de um século é incubadora de músicos profissionais paraense.
Em 2004 os Instrumentos desta banda foram tombados em nível estadual pelo governo do Pará.

## Instituto Lauro Sodré
A República no Brasil foi construída algumas décadas antes de sua efetiva proclamação em 1889, através das ideias político-culturais europeus propagadas pela elite brasileira, com o objetivo de civilizar e modernizár o país para acompanhar o crescente capitalismo industrial ainda no contexto do Império do Brasil (1822 - 1889). Transmitindo a sociedade os conceitos de progresso e civilização, assim a educação pública tornou-se prioridade, os prédios públicos educacionais passaram a ser símbolo de consolidação do novo regime republicano.
No estado do Pará, as transformações educacionais mesclaram-se com, a prosperidade econômica regional (principalmente com a atividade gomífera na Belle Époque) e, a reestruturação urbanística de Belém com moldes europeus, que resultou na renovação estética e renovação higienista. Essas primeiras iniciativas da república realizadas pelo governo provisório do Pará (1889-1891) foram lideradas pelo então governador Justo Chermont (1889-1891), colocando José Veríssimo como o primeiro diretor da Instrução Pública do Pará (1891), instrituição que iniciou o auge das construções educacionais nna região durante o apogeu econômico da borracha (1879-1912).
Foram criados grupos escolares, confecção de mobília e, encomenda de material escolar. Um dos alvos da renovação educacional propagada pela onda republicana brasileira foi o Instituto Paraense de Educandos Artífices (ou apenas Instituto dos Educandos, junto com o Colegio Nossa Senhora do Amparo (atual colégio Gentil Bitencourt), que oferecia educação teórico-prática de ensino primário e profissionalizante à crianças em situação de extrema pobreza (como carpintaria e metalurgia).
Essa instituição funcionava na chácara na então estrada de Nazareth (ou estrada da Independência, atual avenida Nazaré), que em 1894 mudou de local de funcionamento no complexo do Marco da Légua, após a criação da Ferrovia Belém-Bragança em 1884, tendo assim as obras iniciadas em julho de 1894 durante o governo de Lauro Sodré (1891-1897), concluído em 1899 no governo de Paes de Carvalho (1897-1901), assim o instituto passou a funcionar no bairro do Marco da Légua, que estava em desenvolvimento junto com a então |estrada de Bragança, sendo renomeado como Instituto Lauro Sodré, em homenagem ao governador antecessor.
Este Instituto tornou-se uma escola de músicos profissionais, mesmo não sendo originalmente uma instituição musical, mas que deu origem a um banda musical do Instituto Paraense de Educando Artífice. Com o novo Instituto em 1899, iniciou-se um período de prestígio de sua banda músical. Esta instituição é há mais de um século considerada uma incubadora na formação de musicos profissionais na região amazônica. Sendo no seu gênero, a mais antiga do estado do Pará. Junto à esta, também existia a banda do Colégio Atheneu Paraense que foi criada em julho de 1888.

## Tombamento
O conjunto de instrumentos musicais da banda de música do Instituto Lauro Sodré, formado por 89 itens, foi tombado em 26 de agosto de 2004 pelo Departamento de Patrimônio Histórico, Artístico e, Cultural do Pará (DPHAC).